# Ordine di San Giovanni di Gerusalemme (Russia)
L'Ordine di San Giovanni di Gerusalemme in Russia è un'associazione fondata nel 1977. Si richiama all'Ordine di San Giovanni di Gerusalemme russo, ordine cavalleresco dove nel 1798 affluirono oltre 400 Cavalieri ed i più alti Dignitari partiti da Malta, a seguito della conquista dell'isola da parte di Napoleone Bonaparte, che si posero al servizio dello zar Paolo I di Russia e lo nominarono, unitamente ai Gran Priorati del tempo, Gran Maestro del Sovrano Ordine di San Giovanni di Gerusalemme in San Pietroburgo.

## Storia

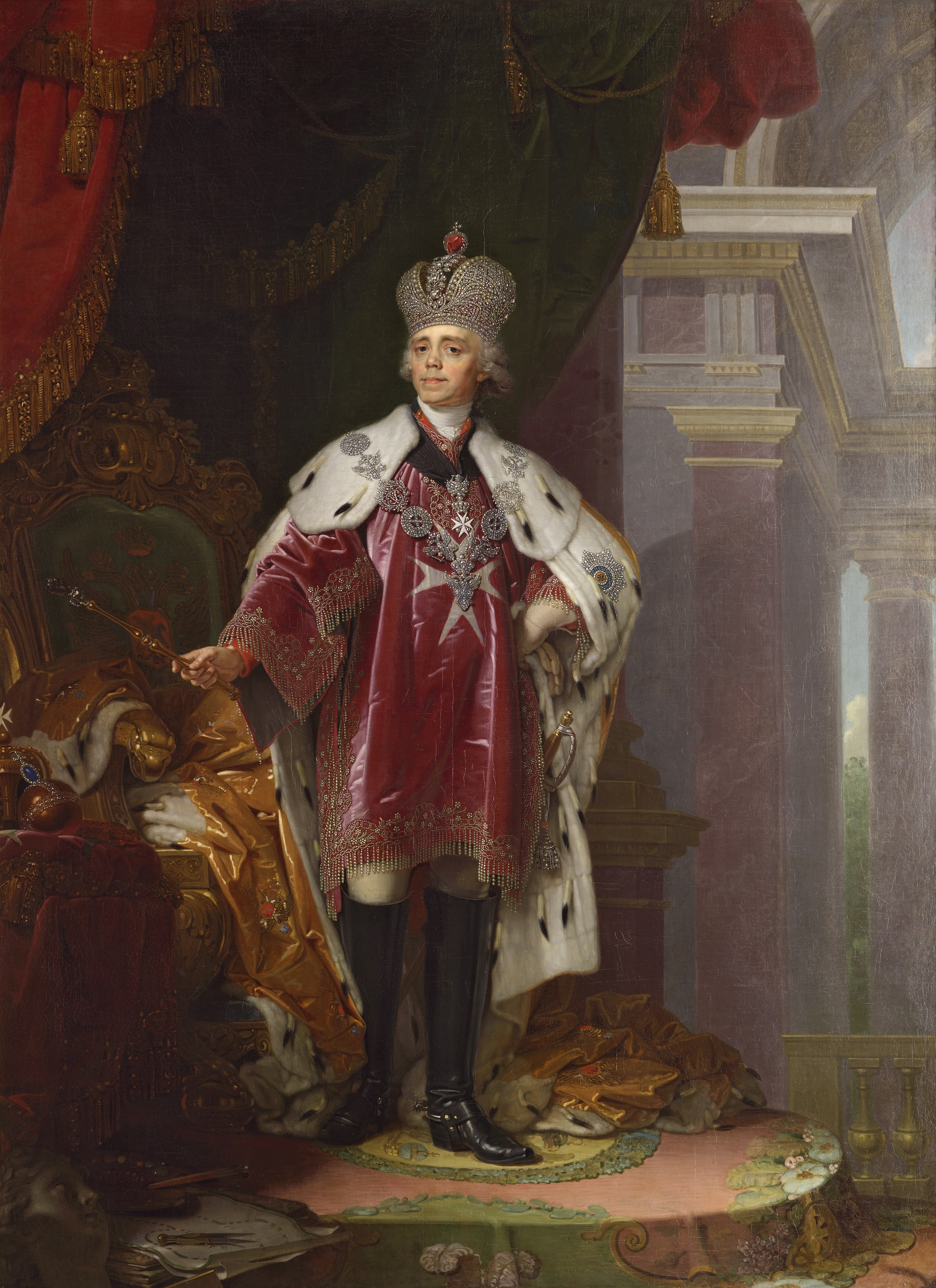
Paolo I di Russia nelle vesti di Gran Maestro del Sovrano Ordine di San Giovanni di Gerusalemme in San Pietroburgo

### I cavalieri di Malta in Russia
Nell'ambito dell'ordine degli Ospitalieri di San Giovanni di Gerusalemme era stato creato nel 1794 il Gran Priorato dell'Ordine di fede Ortodossa, accanto a quello cattolico.
Nell'agosto del 1798, dopo che Napoleone aveva occupato Malta nel corso della Campagna d'Egitto, i 400 cavalieri dell'Ordine che si erano recati a San Pietroburgo alla Corte dei Romanov, fecero appello allo zar di Russia Paolo I chiedendogli di assumere la dignità di Gran Maestro dell'Ordine di San Giovanni di Gerusalemme, richiesta alla quale egli convenne positivamente il 13 novembre dello stesso anno.
Il 29 novembre 1798 Paolo I rilasciò il decreto ufficiale col quale l'Ordine di San Giovanni di Gerusalemme veniva accolto nel sistema di onorificenze russe e stabiliva delle regole per l'adozione dell'onorificenza da parte della nobiltà russa. Tutto questo accadde con la benedizione del Papa Pio VI (Giovanni Angelo Braschi, agli "arresti domiciliari" imposti da Napoleone, nel Monastero di Cassini in prossimità di Firenze), e la speranza nutrita dai cavalieri e dignitari recatisi in Russia di una riconquista dell'isola per mano dello zar, ovvero la protezione da parte dello stesso.
Lo zar Paolo I aveva assunto il Gran Magistero, e aveva autorizzato la costituzione di 24 commende ereditarie da parte di famiglie nobili russe.
Durante il regno di Paolo I l'Ordine di San Giovanni di Gerusalemme fu, in sostanza, un simbolo supremo della distinzione per meriti civili e militari, anche se, per la breve vita del Gran Maestro, non poté portare avanti i propri ideali e valori che lo caratterizzavano, né l'idea di fratellanza religiosa, che lo distingueva e che aveva prima del crollo del dominio maltese. 
Un grande merito, nella sua breve vita, ebbe Paolo I quale Gran Maestro: la volontà di riportare l'Ordine alla ecumenicità, costruendo, nella sede di San Pietroburgo (Palazzo Voroncov, detto di Malta) la Cappella Maltese di fede Cattolica, oltre quella Ortodossa, affinché i Cavalieri del Gran Priorato Russo e quelli arrivati dall'isola, potessero appieno essere integrati nel proprio lavoro, dopo un momento di preghiera e la Santa Messa.

### Scioglimento
Alla morte di Paolo I nel 1801, gli succedette sul trono Alessandro I di Russia il quale, nominando Luogotenente il primo ministro russo Nikolaj Ivanovič Saltykov, in un primo momento rimase solo protettore del Sovrano Ordine, decidendo di rinunciare alla propria carica di Gran Maestro per motivi religiosi. Successivamente "fece restituire" al Papa le insegne Cattoliche che erano state del padre Paolo I, non volendo "comandare" cavalieri se non di fede Ortodossa.
Nel 1810 confermò per sé e per i suoi discendenti ogni diritto di patronato sull'Ordine maltese in Russia, il Sovrano Ordine di San Giovanni di Gerusalemme (ecumenico nella visione dello zar Paolo I, ma di fede Ortodossa).
Alessandro I tolse quindi la croce maltese dallo stemma imperiale, e il comitato dei ministri decretò il 20 gennaio 1817 che dopo la morte dei comandanti ereditari i loro discendenti non potevano più reclamarne il titolo né indossare le insegne dell'ordine di San Giovanni di Gerusalemme, ponendo così fine di fatto all'esistenza del ramo russo dell'Ordine.

### La tradizione dei Cavalieri Ospitalieri russi
Fu poi definitivamente soppresso nell'aprile 1917 a seguito della rivoluzione di febbraio e quindi l'uccisione dello zar Nicola II e della gran parte della nobiltà russa durante la rivoluzione bolscevica dell'ottobre 1917. Così cessò in Russia l'uso di tutti i titoli di epoca zarista.
Successivamente il patrimonio dell'Ordine passò allo Stato e quello delle commende venne restituito alle famiglie, ma la tradizione continuò con l'uso di titoli onorifici.
Nel 1928 dodici esuli russi, discendenti dei Commendatori ereditari dell'Ordine, fondarono a Parigi l'Associazione dei Commendatori del Gran Priorato Russo del Sovrano Ordine di San Giovanni di Gerusalemme. Nel 1955 i fondatori dell'associazione erano rimasti in sei. Nel 1975, a seguito della morte del Segretario generale, l'associazione cessò l'attività.

### La ricostituzione
Nel 1977 tre nobili russi, già membri della cessata associazione, aderirono alla fondazione di un ordine denominato il Sovrano Ordine dei cavalieri ospedalieri ortodossi di San Giovanni di Gerusalemme.
Secondo i promotori dell'Ordine, la presenza dei tre nobili russi garantirebbe la continuità con la cessata associazione costituita nel 1928, ma la questione è oggetto di controversie, anche perché l'associazione originaria non affermava di essere un ordine.